# Marlon de Souza Lopes
Marlon de Souza Lopes (født 5. september 1976) er en tidligere brasiliansk fodboldspiller.
Han har spillet for flere forskellige klubber i sin karriere, herunder Kawasaki Frontale.